# Głos ludzki (dramat)
Głos ludzki (fr. La Voix humaine) – monodram autorstwa Jeana Cocteau z 1930. W sztuce stopniowo rozwija się dramat porzuconej kobiety. Cały utwór zawarty jest w trwającej około godziny rozmowie telefonicznej, kiedy to bohaterka (jedyna na scenie) prowadzi dialog ze swoim niewidocznym kochankiem, który odszedł do innej.
Ta nowatorska pod względem formy sztuka została wystawiona po raz pierwszy 17 lutego 1930 w Comédie-Française. We wstępie do utworu Cocteau zaznaczył, że zainspirowały go uwagi aktorek, które skarżyły się, iż jego teksty nie pozwalają im w pełni ukazać swoich umiejętności. Głos ludzki był także wynikiem konfrontacji Cocteau z pomysłami dramatopisarza Henri Bernsteina oraz z eksperymentami dźwiękowymi dadaistów.
W Głosie ludzkim wystąpiły m.in. Simone Signoret (1964), Ingrid Bergman (telewizyjna adaptacja sztuki z 1966) i Liv Ullmann (sztuka teatralna). Dzieło Cocteau stało się też librettem opery pod tym samym tytułem, autorstwa Francisa Poulenca. Na podstawie tego tekstu powstał również scenariusz filmu Roberta Rosselliniego z Anną Magnani (L’amore – Miłość, 1948).